# Populus × acuminata
Populus × acuminata là một loài thực vật có hoa trong họ Liễu. Loài này được Rydb. miêu tả khoa học đầu tiên năm 1893.